# Cubage du cube
En mathématiques récréatives, le cubage du cube fait référence à l'analogue en trois dimensions de la quadrature du carré : c’est-à-dire, pour un cube C donné, le diviser en cubes plus petits en nombre fini, tous de tailles différentes.
À la différence du cas de la quadrature du carré, une question difficile mais résoluble, le cubage du cube est impossible. Ceci peut être montré par un argument relativement simple.
Si on pouvait remplir un cube de cubes de tailles toutes différentes, les faces de ce cube serait alors découpées en carrés de tailles différentes. Sur la face inférieure, le plus petit de ces carrés, nécessairement à l'intérieur de la face, serait entouré de carrés plus grands. Les cubes, élevés sur ces carrés, entoureraient le cube C1 élevé sur le carré le plus petit. Comme le grand cube doit être rempli sans vide, sur la face supérieure de C1, doivent se positionner des cubes de tailles différentes découpant la face supérieure de C1 en carrés de tailles différentes, le plus petit de ces carrés, nécessairement à l'intérieur de la face, serait entouré de carrés plus grands. Les cubes, élevés sur ces carrés, entoureraient le cube C2 élevé sur le carré le plus petit. Ceci est l'amorce d'une descente infinie qui prouve qu'il est impossible de remplir un cube complètement à l'aide de cubes de tailles différentes.